# Познякова, Анна Мартыновна
А́нна Марты́новна Позняко́ва (урождённая Лихова, 1872—1940) — русская оперная певица (лирико-драматического сопрано) и педагог. 

## Биография
Родилась в 1872 году в Кременчуге.
С 1893 по 1899 годы обучалась в Московской консерватории, где её преподавателями были певица В. М. Зарудная и муж Зарудной — композитор М. М. Ипполитов-Иванов, с которыми у Позняковой сохранились дружеские отношения. По окончании консерватории Анна Познякова по рекомендации Ипполитова-Иванова была принята в Тифлисский казенный театр. В следующем сезоне была приглашена в труппу Московской частной оперы. После окончания этого театрального сезона участвовала летом 1901 года в гастролях на ярмарке Нижнего-Новгорода, организованных известным антрепренёром и музыкантом А. А. Эйхенвальдом. В 1901 году гастролировала вместе с Фёдором Шаляпиным. Затем снова выступала в Московской частной опере.
В начале 1903 года Московская частная опера оказалась в тяжелом финансовом положении — театр искал новую сцену, менялся и состав труппы. Анна Познякова стала выступать в составе Пермской оперной труппы, работала в антрепризе А. А. Кравченко. Также участвовала в антрепризах в Казани, Нижнем Новгороде, Тамбове, Екатеринбурге, Тифлисе. Оставила сцену в 1910 году, проведя последний сезон в антрепризе Эйхенвальда в Тифлисе, где она начинала свою артистическую карьеру.
Её муж — титулярный советник Илья Акинфиевич Позняков — в 1902 году был из Москвы переведен на службу в Нижний Новгород, а позднее в город Гороховец, где они стали жить. Бывшая оперная певица организовала в городе музыкально-вокальную школу для городских детей, которая работала и после Октябрьской революции. В Гороховце Познякова случайно услышала пение красноармейца, стоявшего на карауле военкомата и стала заниматься с ним вокалом. Впоследствии этот караульный — Павел Иванович Мокеев, стал оперным певцом, заслуженным артистом РСФСР, в течение сорока лет певшим на сцене Большого театра и преподавал в Государственном институте театрального искусства им. А. В. Луначарского.
В 1927 году преподавательская деятельность Анны Мартыновны в Гороховце закончилась. У супругов было двое детей — Валерий и Георгий, который был женат Ирине Георгиевне Берс, родственнице жены Льва Николаевича Толстого. После перенесённой Ильей Акинфиевичем тяжёлой операции желудка он с женой вернулись в Москву, где Познякова умерла в 1940 году. Несколько раньше умер её муж, похороненный на Новодевичьем кладбище.